# Тупокришник конфервоподібний
Тупокришник конфервоподібний (Amblystegium confervoides) — вид мохів порядку гіпнобрієвих (Hypnales).

## Поширення
Ареал охоплює такі частини світу: Європа, Північна Америка, Азія, Макаронезія.